# Klitorisvorhautreduktion

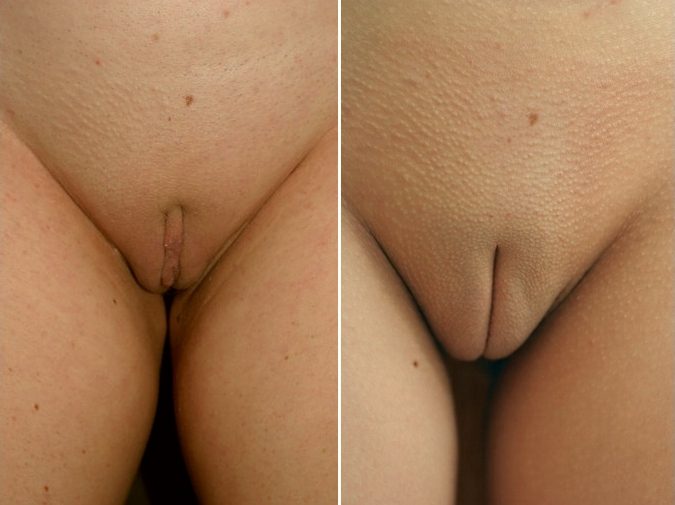
Klitorisvorhautreduktion (links: vorher, rechts: hinterher)

Klitorisvorhautreduktion (auch Klitorismantelstraffung oder Kliteropexie) ist eine Form der kosmetischen Intimchirurgie und bezeichnet die Kürzung oder Entfernung der Klitorisvorhaut. Die Klitorisvorhautreduktion wird aus kosmetisch-funktionalen oder auch kulturellen Motiven durchgeführt. In seltenen Fällen kann eine medizinische Notwendigkeit vorliegen (Klitorisadhäsionen mit chronischen Entzündungen). Die Klitorisvorhautreduktion der Frau ist anatomisch vergleichbar mit der männlichen Zirkumzision.

## Gründe für den Eingriff

### Ästhetische Gründe
In der Regel wird der Eingriff aus rein kosmetischen Gründen durchgeführt. Es wird die nach vorne hin sichtbare Ausstülpung der Klitorisvorhaut von einigen Frauen als unästhetisch bewertet. Oft findet die Klitorisvorhautreduktion in Kombination mit einer Schamlippenverkleinerung statt. Die US-amerikanischen Chirurgen Robert D. Moore und John R. Miklos meinen beispielsweise, dass eine Schamlippenverkleinerung ohne Kürzung der Klitorisvorhaut zu „schlechteren“ kosmetischen Ergebnissen führen kann. Laut dem Chirurgen Red M. Alinsod müsse im Rahmen einer Schamlippenverkleinerung „oft auch die Haut um die Klitoris herum weg, weil es sonst asymmetrisch wirken würde.“

### Veränderung des Lustempfindens

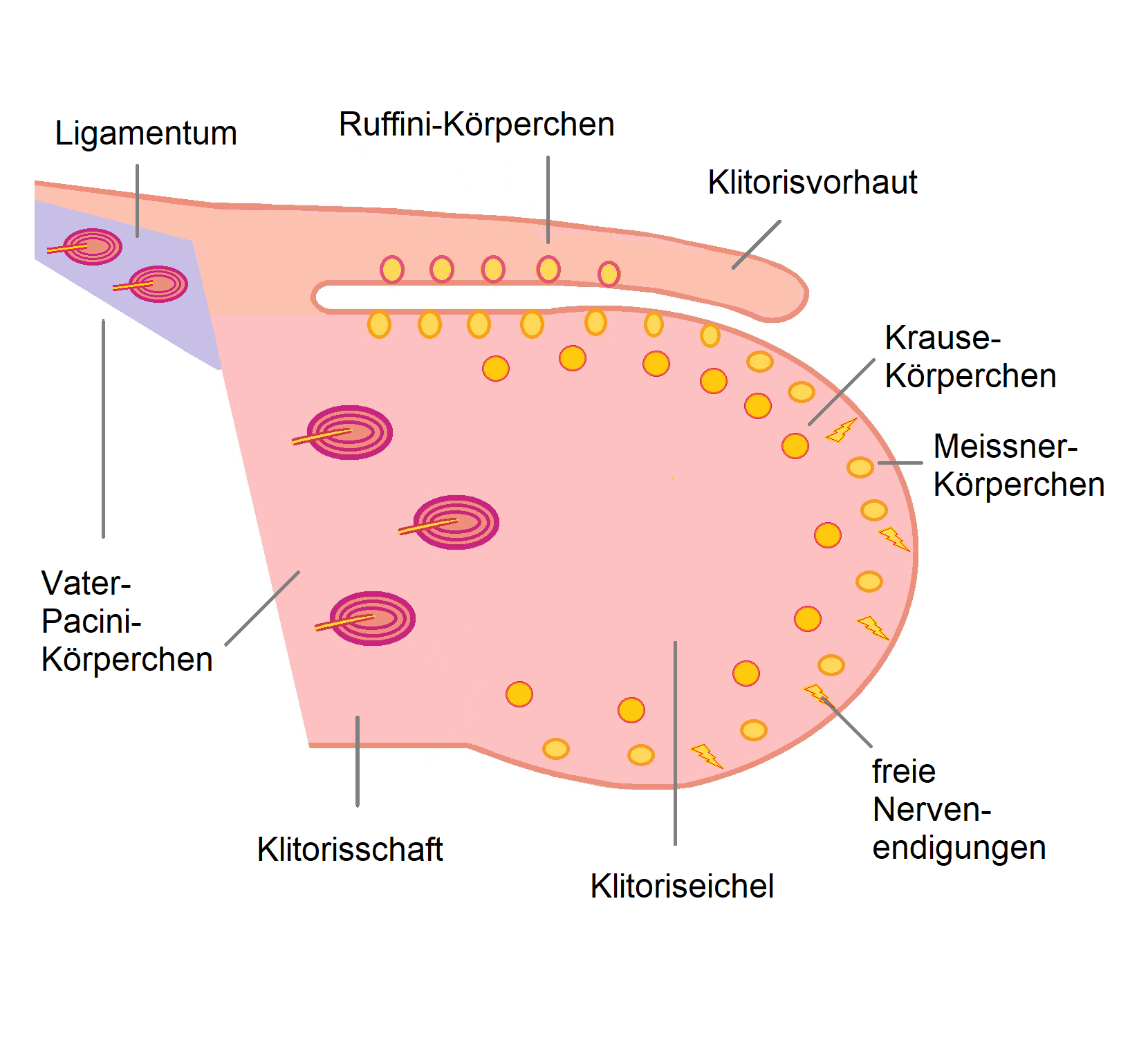

Ziel des Eingriffs ist – neben einem ästhetischen Nutzen –, das sexuelle Lusterleben der Frau durch bessere Stimulierbarkeit zu erhöhen. Viele Frauen haben eine Klitorisvorhaut, welche die Klitoriseichel stark bedeckt. Durch Freilegung der Eichel wird sie mechanischen Reizen direkt ausgesetzt, was zu einer verbesserten Empfindungsfähigkeit führen kann.
Auf Patientenbefragungen aufbauende Studien zeigen teilweise ein erhöhtes subjektives Lustempfinden, stärkere Orgasmen und eine größere sexuelle Gesamtzufriedenheit. Allerdings lassen die methodischen Einschränkungen der vorliegenden Studien nach wissenschaftlichen Kriterien nur unzureichende Schlüsse auf die Auswirkungen zu. Ob eine Verbesserung des Lustempfindens eintritt, ist jedoch vom Einzelfall abhängig: Während sich bei einigen Frauen die Orgasmusfähigkeit verbessert, zeigt sich bei anderen kein Unterschied zu vorher. Viele Frauen benötigen die Klitorisvorhaut, um ihre extrem empfindliche Eichel vor einer, oft unangenehm erlebten, direkten Reizung zu schützen. Nach dem Eingriff stellt sich häufig eine große Empfindlichkeit der entblößten Klitorisspitze ein (siehe auch Klitoris#Innervation). 
Ein sexualtherapeutisches Lernprogramm zur Verbesserung der Orgasmusfähigkeit wird im Vorfeld eines geplanten Eingriffs angeraten.

### Tradition und kulturelle Gründe
Die Entfernung der Klitorisvorhaut wird traditionell bei verschiedenen Ethnien, insbesondere im afrikanischen und arabischen Kulturraum durchgeführt. Der Eingriff kann hierbei auf die Klitorisvorhaut beschränkt sein oder im Rahmen einer Exzision weitere Strukturen umfassen. Der Eingriff wird der Beschneidung weiblicher Genitalien zugeordnet, wenn er aus ethnisch-kulturellen Motiven vorgenommen wird und wird in diesem Zusammenhang auch als Genitalverstümmelung bezeichnet.

## Operatives Verfahren

Teilweise und vollständige Entfernung der Klitorisvorhaut:
1: Ausgangszustand
2: vollständige Entfernung
3: teilweise Entfernung
a) Schnittführung, b) Resultat

Vergleichbar mit der Zirkumzision, also der Entfernung der Penisvorhaut beim Mann, stellt die Klitorisvorhautreduktion den entsprechenden Eingriff bei der Frau dar. Die Klitorisvorhaut stellt eine doppellagige Hautfalte dar, welche die Glans clitoridis bedeckt. Die Ausprägung variiert stark zwischen Frauen: Während sie bei einigen Frauen gering ausgeprägt ist, ist sie bei anderen Frauen prägnant und bedeckt die Klitoris selbst im erregten Zustand vollständig. Auch die Sichtbarkeit bei geschlossenen Beinen ist individuell verschieden.
Das Ausmaß der Reduktion ist vom gewünschten Endergebnis abhängig. Zur Bestimmung des zu entfernenden Gewebes kann in stehender Haltung die überschüssige Haut erfasst und markiert werden. Die Operation wird in der Steinschnittlage durchgeführt. Der Schnitt wird bilateral entlang der Längsachse gesetzt (seitlich entlang der Klitoris nach oben laufend) und die Haut entfernt. Es kann auch mit einem sichelförmigen Schnitt (umgekehrte U-Form) lediglich der Teil der Vorhaut entfernt werden, der direkt die Klitoris bedeckt. Die Wundränder werden abschließend vernäht. Der Eingriff selber dauert zirka eine Stunde. Die vollständige Heilung dauert zirka ein bis zwei Monate.
Wie bei allen medizinisch nicht notwendigen, sondern rein ästhetischen oder sexuellen Gründen dienenden Eingriffen sollte bei unter 16-Jährigen die Einwilligung der Erziehungsberechtigten vorliegen.